# Diagrama de dispersió

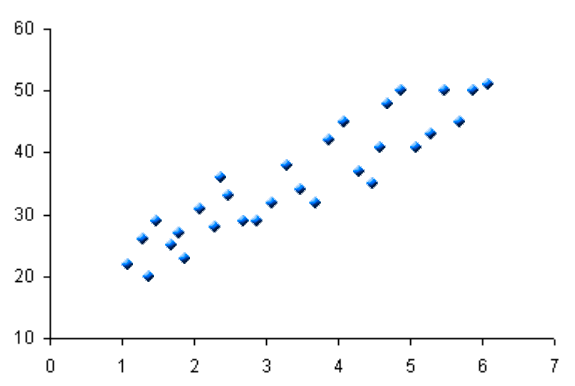
Exemple de diagrama de dispersió

Un diagrama de dispersió mostra gràficament la relació entre dues variables quantitatives. Aquesta representació gràfica és molt utilitzada en les fases de comprovació de teories i d'identificació de causes i en el disseny de solucions i manteniment dels resultats obtinguts. Tres conceptes especialment destacables són que el descobriment de les verdaderes relacions de causa-efecte és la clau de la resolució eficaç d'un problema, que les relacions de causa-efecte quasi sempre mostren variacions i que és més fàcil veure la relació en un diagrama de dispersió que en una simple taula de números.
En aquest diagrama de dispersió s'hi representaran dues variables, la variable explicativa, a la qual anomenarem x, i la variable resposta, a la qual anomenarem y. Els valors d'una de les variables apareixen en l'eix de les abscisses (els de la variable explicativa) i els de l'altra en l'eix de les ordenades. Cada individu apareix com un punt en el diagrama i la seva posició depèn dels valors que prenen les dues variables en cada individu.
Per a examinar aquest diagrama de dispersió identificarem, en un primer moment, l'aspecte general i, després, les desviacions que presenta. Descriurem l'aspecte general basant-nos en la forma, la direcció i la força de la relació. Quant a la forma de la relació distingirem entre relacions lineals (quan els punts del diagrama de dispersió se situen aproximadament al llarg d'una recta), relacions curvilínies (quan els punts del diagrama de dispersió formen aproximadament una corba) i agrupacions (quan els punts del diagrama de dispersió no formen ni una recta ni una corba, sinó que més aviat estan agrupats). Quant a la direcció, direm que hi ha una associació positiva quan els valors alts de les dues variables tendeixen a donar-se simultàniament i direm que hi ha una associació negativa si els valors alts d'una variable tendeixen a donar-se amb valors baixos de l'altra. Finalment, quant a la força, direm que una relació entre dues variables és més forta quan els punts del diagrama estiguin més a prop de la recta o la corba i direm que la relació serà més dèbil com més allunyats estiguin de la recta o la corba.
Un tipus important de desviació són les observacions atípiques, valors individuals que queden fora de l'aspecte general de la relació.
Com elaborar un diagrama de dispersió:
1. Obtenir una taula amb els valors ordenats de màxim a mínim de cada variable
2. Situar la variable explicativa en l'eix horitzontal
3. Dibuixar els dos eixos
4. Dibuixar i situar cada individu en relació als seus valors
5. Identificar la relació entre les dues variables
6. Estudiar la forma, la direcció i la força de la relació
7. Estudiar les observacions atípiques que s'observin